# Курант
Курант је француски друштвени плес раширен од друге половине XVI до краја XVII века у аристократским салонима и на двору. Око 1600. ушао је у стилизованом облику у уметничку музику где се неговао до средине XVIII века као један од ставова камерне свите, партите и сонате да камера. У почетку је курант живахан плес, поскок, троделне мере и симетричног дводелног облика. Међутим, у процесу стилизације у току XVII века искристалисала су се два типа који су се средином века почели разликовати као француски и италијански курант. Француски курант има умеренији темпо и карактеристичну ритмичку нестабилност са честим мењањем 3/2 и 6/4 такта и одговарајућим премештањем акцената. Грађа је проткана полифоним елементима. За италијански курант карактеристичан је живахнији, бржи темпо и ритмички ток у 3/4 или 3/8 такту. Заједничко за оба типа је: непарни такт, почетак с узмахом, честа употреба пунктираних ритмова и претежно дводелни облик. Око 1600. јавља се курант и у Енглеској и Немачкој, где се прихватају оба типа, француски и италијански.